# SexBomb Girls
SexBomb Girls o las chicas de Sexbomb (también conocidas como bailarinas del Sexbomb), es una agrupación filipina integrada por cantantes, bailarinas femeninas.
Fueron formadas originalmente por cuatro miembros a partir de 1999. Eran bailarinas de respaldo para Coma Bulaga, De las cuatro miembros originales, sólo Rochelle Pangilinan sigue siendo parte miembro de la banda, y es considerada como la líder debido a su antigüedad.
Al principio hubo 4 integrantes (Cheryl, Debra, Janine, y Rochelle). El grupo se amplió a 6 miembros más con la incorporación de Jopay y Aira. Luego aumentó a 7 cuando Mia fue añadida a la alineación y fueron llamadas como las siete chicas originales. El grupo se amplió luego a 8 (después de la primera búsqueda Sexbomb), 12 y 13 (durante su primera aparición en FHM) a un máximo histórico de 22.
En 2002, las intérpretes o cantantes Sexbomb se formaron en ese mismo año, y se facturan como Sexbomb como las niñas en sus programas y materiales de promoción. Las bailarinas sacaron varis álbumes de baile, más sexy Hits Series y "me gusta". Los cantantes y bailarinas de Sexbomb comúnmente son todavía tal como mantienen su estilo.
Ha sido dirigido por Joy Cancio, de FOCUS Entertainment Inc., inspirado en las bailarinas de Vicor de la década de los años 1980.

## Miembros Actuales
SB NewGen
- Nikkie Millares (2017–present)
- Eunice Andrea Creus (2018–present)
- Jelai Ahamil (2019–present)
- Jade Rodriquez (2022–present)
- Rei Young (2023–present)
- Audrey Abalos (2023–present)

## Miembros anteriores
SexBomb Girls
- Rochelle Pangilinan-Solinap (1999–2011)
- Debbie 'Debra' Ignacio                              (1999–2001)
- Cheryl 'Che-Che' Genove-Shimabukuro                 (1999–2000)
- Janine Reyes-Ramos                                  (1999–2000)
- Aira Bermudez                                   (2000–2017)
- Jopay Paguia-Zamora                                    (2000–2010, 2012–2014)
- Mia Pangyarihan                                     (2000–2013)
- Cherrie Nhorren Ingal                               (2000)
- Jayne Lao-Ng                                        (2000–2002)
- Michelle Reyes                                      (2001–2002)
- Izzy Trazona-Aragon                                 (2001, 2002–2010)
- JB Cifra-Cuellar                                    (2000–2001)
- Yvette Lopez                                        (2001)
- Mae Acosta-Valdes                                   (2001–2005, 2007-2013)
- Grace Nera                                          (2001–2013)
- Sandy Tolentino                                     (2001–2005, 2007-2014)
- Che-Che Tolentino                                   (2001–2014)
- Weng Ibarra                                         (2001–2007, 2008–2010)
- Evette Pabalan-Onayan                               (2001–2007, 2008-2010)
- Sugar Mercado                                   (2001-2002, 2004–2006)
- Natalie 'Babat' Imperial-Baron                      (2002)
- Aba 'AB' Chiongson                                  (2002)
- Jacky Rivas                                         (2002–2010, 2012, 2014–2016)
- Sunshine Garcia-Castro                              (2001, 2003-2013)
- Monique Icban-Diamante                              (2002-2005, 2008–2010)
- Johlan Veluz                                        (2002–2013)
- Cynthia 'CY' Yapchingco-lim                            (2003–2010)
- Jacquelline Esteves-Tran                            (2002, 2003–2006)
- Nimfa Rafidi                                        (2002)
- Aifha Medina-Cheng                                  (2003–2010)
- Jhoana Orbeta                                       (2003–2005, 2007-2012)
- Mariam Al-Obaidi                                    (2003-2004)
- Rodellyn 'Joice' Pecho                              (2004–2005)
- Jovel Palomo                                        (2004–2009)
- Danielle Ramirez–Hartmann                           (2004–2010)
- Louise Bolton                                       (2004–2016)
- Mhyca Bautista                                      (2004–2014)
- Cherry Ann Rufo                                     (2004–2007)
- Molly Baylon                                        (2006)
- Hazel Taligatos-Burgos                              (2006–2007)
- Kate Sacay                                          (2006–2007)
- Danica Gulapa-Habib                                 (2006–2012)
- Kristel "Kryz" Moreno (2007)
- Charm Saldon-Jamarolin                              (2007)
- Alice Almocera-Jackson                              (2007)
- Michelle Mercado                                    (2007–2009)
- Shane Gonzales-Ignacio                              (2007–2010)
- Sheena Flores-de Castro                             (2008–2011)
- Jomarie Gutierrez-Olaes                             (2009–2014)
- Stephanie Lantion                                   (2009)
- Jaja Barro                                          (2010–2014)
- Dona Veliganio                                      (2010–2016)
- Yui Guiterrez                                       (2010–2011)
- Julie Anne Septimo-Ihap                             (2010–2013)
- Trizia Ramis                                        (2012–2014)
- Krizia Ramis                                        (2012–2014)
- Kristine Saludo-De Vera                             (2012–2013)
- Kristine 'Joyz' Decena                              (2012–2013)
- Jane Albarracin                                     (2012–2013)
- Emilou Malabayabas                                  (2013)

SB NewGen
- Joyce Canimo                                        (2012–2016; 2018–2019)
- Camille Lazo                                        (2012–2018)
- Lea Jane Lumabi                                     (2014-2019, 2021-2023)
- Angel Gavilan                                       (2014–2016)
- Ynna Marie Bayot                                    (2014–2016)
- Gera Yulo                                           (2014–2015)
- Janine 'Tricia' Ravancho                            (2014–2015)
- Kimberly 'Khim' Zolina                              (2014)
- Daphny Red Apigo                                    (2015-2023)
- Keshia Almoroto                                     (2015–2022)
- Chubbie 'Chachi' Bardon                             (2015–2016)
- Erika Grulla                                        (2015–2016)
- Julie May Aring                                     (2016–2022)
- Nerizza 'Nerz' Germina                              (2016–2017)
- Janaira 'Rai' Martinez                              (2017–2018)
- Charlie Carpio                                      (2017)

## Discografía
SexBomb Girls
- 2002: Putok Unang (4x Platino)
- 2003: Ronda 2 (5x Platino)
- 2004: Thr3at Bomb (2x Platino)
- 2005: Sumunod Sumayaw, Lo Mejor de las Chicas Sexbomb (Platinum)
- 2006: Daisy Siete: La música de V-Day de la serie de TV (Fecha de lanzamiento 11/13/06)
- 2007: Tabachingching: Sexbomb
- 2008: Vaklushii: Temporada Siete Daisy 19 Soundtrack
- 2010: Adán o Eva: Temporada Siete Daisy 26 Soundtrack

Álbumes de Navidad
- 2002: Desea que Ko sa Pasko (Oro)
- 2003: espaguetis Sa Pasko (Single)
- 2004: Pik-piripik-pik (Busina Ng, Pasko) (Singles)

Álbumes en solitario
- 2005: Jacque Estévez (Oro)
- 2007: la República de China: Pataholic

SB NewGen
- 2019: Want U (Single)
- 2019: Newgen Shake (Single)
- 2020: Halo Halo (Single)

## Filmografía
| Año  | Película                    | Sexbomb                                                                                          |
| ---- | --------------------------- | ------------------------------------------------------------------------------------------------ |
| 2001 | TUSONG TWOSOME              | Debra                                                                                            |
| 2002 | BAKIT PAPA?                 | Rochelle, Aira, Jopay, Mia, Sandy, Mae, Grace, Weng, Izzy, CheChe, Evette, Jacky, Natalie, Monic |
| 2002 | BERTUD NG PUTIK             | Rochelle                                                                                         |
| 2002 | LASTIKMAN                   | Jopay                                                                                            |
| 2004 | ANAK KA NG BADING           | Cynthia                                                                                          |
| 2004 | FANTASTIKMAN                | Jopay, Grace, Rochelle, Jacky, Cynthia                                                           |
| 2004 | ENTENG KABISOTE             | Aira                                                                                             |
| 2004 | LASTIKMAN                   | Kryz but used the screen name Crystal Moreno                                                     |
| 2005 | ISPIRITISTA                 | Aifha, Cynthia, Sugar, Danielle, Jovel                                                           |
| 2005 | ENTENG KABISOTE 2           | Louise, Mhyca, Cherry Ann                                                                        |
| 2008 | ISKUL BUKOL: 20 YEARS AFTER | Aira                                                                                             |
| 2011 | PANDAY 2                    | Jhoana, Jomarie                                                                                  |
| 2019 | INDAK                       | SB NewGen                                                                                        |

- Datos: Q904634